# Едгар Альварес
Едгард Ентоні Альварес Реєс (ісп. Edgard Anthony Álvarez Reyes; нар. 18 січня 1980, Пуерто-Кортес) — колишній гондураський футболіст, півзахисник.
Насамперед відомий виступами за клуб «Депортіво Платенсе», а також національну збірну Гондурасу.

## Клубна кар'єра
Вихованець юнацьких команд футбольних клубів «Пуерто Кортес» та «Депортіво Платенсе».
У дорослому футболі дебютував 1996 року виступами за команду клубу «Депортіво Платенсе», в якій провів сім сезонів, взявши участь у 102 матчах чемпіонату.
Згодом з 2003 по 2012 рік грав у складі уругвайського «Пеньяроля» та італійських клубів «Кальярі», «Рома», «Мессіна», «Ліворно», «Піза», «Барі» та «Палермо». Разом з «Ромою» виборов 2007 року титул володаря Суперкубка Італії з футболу.
До складу клубу «Динамо» (Бухарест) приєднався 2012 року. Зігравши лише шість матчів за румунський клуб, Альварес у грудні 2012 року домовився про розірвання контракту, а влітку 2013 року підписав контракт зі своїм рідним клубом, «Депортіво Платенсе», де і грав до 2019 року, після чого завершив кар'єру.

## Виступи за збірну
2001 року дебютував в офіційних матчах у складі національної збірної Гондурасу. Наразі провів у формі головної команди країни 52 матчі, забивши 3 голи.
У складі збірної був учасником чемпіонату світу 2010 року у ПАР та двох розіграшів Золотого кубка КОНКАКАФ: 2003 та 2007 років.

## Статистика виступів

### Статистика клубних виступів
| Сезон                          | Команда                        | Чемпіонат                      | Чемпіонат | Чемпіонат | Кубок | Кубок | Кубок | Континентальні кубки | Континентальні кубки | Континентальні кубки | Інші змагання | Інші змагання | Інші змагання | Усього | Усього |
| Сезон                          | Команда                        | Ліга                           | Ігор      | Голів     | Ліга  | Ігор  | Голів | Ліга                 | Ігор                 | Голів                | Ігор          | Ліга          | Ігор          | Голів  | Голів  |
| ------------------------------ | ------------------------------ | ------------------------------ | --------- | --------- | ----- | ----- | ----- | -------------------- | -------------------- | -------------------- | ------------- | ------------- | ------------- | ------ | ------ |
| 1996-97                        | Депортіво Платенсе             | ЧГ                             | ?         | ?         | —     | —     | —     | —                    | —                    | —                    | —             | —             | —             | ?      | ?      |
| 1997-98                        | Депортіво Платенсе             | ЧГ                             | ?         | ?         | —     | —     | —     | —                    | —                    | —                    | —             | —             | —             | ?      | ?      |
| 1998-99                        | Депортіво Платенсе             | ЧГ                             | ?         | ?         | —     | —     | —     | —                    | —                    | —                    | —             | —             | —             | ?      | ?      |
| 1999-00                        | Депортіво Платенсе             | ЧГ                             | 21        | 2         | —     | —     | —     | —                    | —                    | —                    | —             | —             | —             | 21     | 2      |
| 2000-01                        | Депортіво Платенсе             | ЧГ                             | 39        | 4         | —     | —     | —     | —                    | —                    | —                    | —             | —             | —             | 39     | 4      |
| 2001-02                        | Депортіво Платенсе             | ЧГ                             | 32        | 2         | —     | —     | —     | —                    | —                    | —                    | —             | —             | —             | 32     | 2      |
| 2002-03                        | Депортіво Платенсе             | ЧГ                             | ?         | ?         | —     | —     | —     | —                    | —                    | —                    | —             | —             | —             | ?      | ?      |
| Усього за «Депортіво Платенсе» | Усього за «Депортіво Платенсе» | Усього за «Депортіво Платенсе» | 102       | 9         |       | —     | —     |                      | —                    | —                    |               | —             | —             | 102    | 9      |
| 2003-04                        | Пеньяроль                      | ПД                             | 15        | 0         | —     | —     | —     | —                    | —                    | —                    | —             | —             | —             | 15     | 0      |
| 2004-gen. 2005                 | Пеньяроль                      | ПД                             | 11        | 0         | —     | —     | —     | —                    | —                    | —                    | —             | —             | —             | 11     | 0      |
| Усього за «Пеньяроль»          | Усього за «Пеньяроль»          | Усього за «Пеньяроль»          | 26        | 0         |       | —     | —     |                      | —                    | —                    |               | —             | —             | 26     | 0      |
| 2005                           | Кальярі                        | A                              | 15        | 1         | КІ    | 6     | 0     | —                    | —                    | —                    | —             | —             | —             | 21     | 1      |
| 2005-06                        | Рома                           | A                              | 20        | 0         | КІ    | 4     | 0     | КУЄФА                | 9                    | 0                    | —             | —             | —             | 33     | 0      |
| 2006-07                        | Мессіна                        | A                              | 32        | 2         | КІ    | 3     | 0     | —                    | —                    | —                    | —             | —             | —             | 35     | 2      |
| 2007                           | Рома                           | A                              | 1         | 0         | —     | —     | —     | —                    | —                    | —                    | СІ            | 0             | 0             | 1      | 0      |
| 2007-08                        | Ліворно                        | A                              | 8         | 0         | КІ    | —     | —     | —                    | —                    | —                    | —             | —             | —             | 8      | 0      |
| 2008                           | Рома                           | A                              | 0         | 0         | —     | —     | —     | —                    | —                    | —                    | СІ            | 0             | 0             | 0      | 0      |
| 2008-09                        | Піза                           | B                              | 27        | 5         | КІ    | —     | —     | —                    | —                    | —                    | —             | —             | —             | 27     | 5      |
| Усього за «Рому»               | Усього за «Рому»               | Усього за «Рому»               | 21        | 0         |       | 4     | 0     |                      | 9                    | 0                    |               | 0             | 0             | 34     | 0      |
| 2009-10                        | Барі                           | A                              | 37        | 3         | КІ    | 1     | 0     | —                    | —                    | —                    | —             | —             | —             | 38     | 3      |
| 2010-11                        | Барі                           | A                              | 29        | 1         | КІ    | 3     | 0     | —                    | —                    | —                    | —             | —             | —             | 32     | 1      |
| 2011                           | Барі                           | B                              | 0         | 0         | КІ    | 0     | 0     | —                    | —                    | —                    | —             | —             | —             | 0      | 0      |
| Усього за «Барі»               | Усього за «Барі»               | Усього за «Барі»               | 66        | 4         |       | 4     | 0     |                      | —                    | —                    |               | —             | —             | 70     | 4      |
| 2011-12                        | Палермо                        | A                              | 8         | 0         | КІ    | 1     | 0     | ЛЄ                   | —                    | —                    | —             | —             | —             | 9      | 0      |
| Усього за кар'єру              | Усього за кар'єру              | Усього за кар'єру              | 305       | 21        |       | 18    | 0     |                      | 9                    | 0                    |               | 0             | 0             | 332    | 21     |

### Статистика виступів за збірну
| Дата       | Місто             | Господарі                        | Результат | Гості                            | Турнір                            | Голи | Примітки |
| ---------- | ----------------- | -------------------------------- | --------- | -------------------------------- | --------------------------------- | ---- | -------- |
| 23/05/2001 | Сан-Педро-Сула    | Гондурас                         | 2 – 1     | Панама                           | Кубок Націй UNCAF                 | -    |          |
| 25/05/2001 | Сан-Педро-Сула    | Гондурас                         | 10 – 2    | Нікарагуа                        | Кубок Націй UNCAF                 | -    |          |
| 27/05/2001 | Сан-Педро-Сула    | Гондурас                         | 1 – 1     | Сальвадор                        | Кубок Націй UNCAF                 | -    |          |
| 12/02/2002 | Гонконг           | Гондурас                         | 5 – 1     | Словенія                         | товариський матч                  | -    |          |
| 02/03/2002 | Сієтл             | США                              | 4 – 0     | Гондурас                         | товариський матч                  | -    |          |
| 02/05/2002 | Кобе              | Японія                           | 3 – 3     | Гондурас                         | товариський матч                  | -    |          |
| 20/11/2002 | Сан-Педро-Сула    | Гондурас                         | 1 – 0     | Колумбія                         | товариський матч                  | -    |          |
| 31/01/2003 | Сан-Педро-Сула    | Гондурас                         | 1 – 3     | Аргентина                        | товариський матч                  | -    |          |
| 11/02/2003 | Панама            | Нікарагуа                        | 0 – 2     | Гондурас                         | Кубок Націй UNCAF                 | -    |          |
| 15/02/2003 | Колон             | Гондурас                         | 0 – 1     | Сальвадор                        | Кубок Націй UNCAF                 | -    |          |
| 18/02/2003 | Панама            | Панама                           | 1 – 1     | Гондурас                         | Кубок Націй UNCAF                 | -    |          |
| 20/02/2003 | Панама            | Коста-Рика                       | 1 – 0     | Гондурас                         | Кубок Націй UNCAF                 | -    |          |
| 23/02/2003 | Панама            | Гватемала                        | 2 – 1     | Гондурас                         | Кубок Націй UNCAF                 | -    |          |
| 03/04/2003 | Тегусігальпа      | Гондурас                         | 1 – 1     | Парагвай                         | товариський матч                  | -    |          |
| 25/04/2003 | Фор-де-Франс      | Тринідад і Тобаго                | 0 – 2     | Гондурас                         | QGold Cup                         | -    |          |
| 27/04/2003 | Фор-де-Франс      | Гондурас                         | 4 – 2     | Мартиніка                        | QGold Cup                         | -    |          |
| 01/05/2003 | Маямі             | Колумбія                         | 0 – 0     | Гондурас                         | товариський матч                  | -    |          |
| 07/06/2003 | Маямі             | Венесуела                        | 2 – 1     | Гондурас                         | товариський матч                  | -    |          |
| 12/06/2003 | Сан-Педро-Сула    | Гондурас                         | 1 – 2     | Чилі                             | товариський матч                  | -    |          |
| 22/06/2003 | Карсон            | Гватемала                        | 1 – 2     | Гондурас                         | товариський матч                  | 1    |          |
| 29/06/2003 | Сан-Педро-Сула    | Гондурас                         | 1 – 1     | Сальвадор                        | товариський матч                  | -    |          |
| 18/07/2003 | Мехіко            | Гондурас                         | 0 – 0     | Мексика                          | Кубок КОНКАКАФ 2003 - 1-й етап    | -    |          |
| 17/11/2003 | Х'юстон           | Гондурас                         | 1 – 2     | Фінляндія                        | товариський матч                  | 1    |          |
| 18/02/2004 | Тегусігальпа      | Гондурас                         | 1 – 1     | Колумбія                         | товариський матч                  | -    |          |
| 01/04/2004 | Кінгстон (Ямайка) | Ямайка                           | 2 – 2     | Гондурас                         | товариський матч                  | -    |          |
| 28/04/2004 | Форт-Лодердейл    | Гондурас                         | 1 – 1     | Еквадор                          | товариський матч                  | -    |          |
| 13/06/2004 | Віллемстад        | Нідерландські Антильські острови | 1 – 2     | Гондурас                         | Відбір до ЧС 2006                 | -    |          |
| 20/06/2004 | Сан-Педро-Сула    | Гондурас                         | 4 – 0     | Нідерландські Антильські острови | Відбір до ЧС 2006                 | 1    |          |
| 19/08/2004 | Алахуела          | Коста-Рика                       | 2 – 5     | Гондурас                         | Відбір до ЧС 2006                 | -    |          |
| 05/09/2004 | Едмонтон          | Канада                           | 1 – 1     | Гондурас                         | Відбір до ЧС 2006                 | -    |          |
| 09/09/2004 | Сан-Педро-Сула    | Гондурас                         | 2 – 2     | Гватемала                        | Відбір до ЧС 2006                 | -    |          |
| 09/10/2004 | Сан-Педро-Сула    | Гондурас                         | 1 – 1     | Канада                           | Відбір до ЧС 2006                 | -    |          |
| 09/06/2007 | Нью-Йорк          | Панама                           | 3 – 2     | Гондурас                         | Кубок КОНКАКАФ 2007 - 1-й етап    | -    |          |
| 10/06/2007 | Нью-Йорк          | Гондурас                         | 2 – 1     | Мексика                          | Кубок КОНКАКАФ 2007 - 1-й етап    | -    |          |
| 14/06/2007 | Х'юстон           | Куба                             | 0 – 5     | Гондурас                         | Кубок КОНКАКАФ 2007 - 1-й етап    | -    |          |
| 18/06/2007 | Х'юстон           | Гондурас                         | 1 – 2     | Гваделупа                        | Кубок КОНКАКАФ 2007 - чвертьфінал | -    |          |
| 10/09/2007 | Гартфорд          | Коста-Рика                       | 0 – 0     | Гондурас                         | товариський матч                  | -    |          |
| 12/09/2007 | Сан-Педро-Сула    | Гондурас                         | 2 – 1     | Еквадор                          | товариський матч                  | -    |          |
| 14/10/2007 | Тегусігальпа      | Гондурас                         | 1 – 0     | Панама                           | товариський матч                  | -    |          |
| 17/11/2007 | Маямі             | Гватемала                        | 0 – 1     | Гондурас                         | товариський матч                  | -    |          |
| 21/08/2008 | Мехіко            | Мексика                          | 2 – 1     | Гондурас                         | Відбір до ЧС 2010                 | -    |          |
| 06/09/2009 | Сан-Педро-Сула    | Гондурас                         | 4 – 1     | Тринідад і Тобаго                | Відбір до ЧС 2010                 | -    |          |
| 11/09/2009 | Сан-Педро-Сула    | Гондурас                         | 2 – 3     | США                              | Відбір до ЧС 2010                 | -    |          |
| 15/09/2009 | Сан-Сальвадор     | Сальвадор                        | 0 – 1     | Гондурас                         | Відбір до ЧС 2010                 | -    |          |
| 03/03/2010 | Стамбул           | Туреччина                        | 2 – 0     | Гондурас                         | товариський матч                  | -    |          |
| 27/05/2010 | Філлах            | Білорусь                         | 2 – 2     | Гондурас                         | товариський матч                  | -    |          |
| 02/06/2010 | Цель-Ам-Зе        | Азербайджан                      | 0 – 0     | Гондурас                         | товариський матч                  | -    |          |
| 13/10/2010 | Лос-Анджелес      | Гондурас                         | 2 – 0     | Гватемала                        | товариський матч                  | -    |          |
| 16/06/2010 | Мбомбела          | Гондурас                         | 0 – 1     | Чилі                             | ЧС 2010 - 1-й етап                | -    |          |
| 25/06/2010 | Блумфонтейн       | Швейцарія                        | 0 – 0     | Гондурас                         | ЧС 2010 - 1-й етап                | -    |          |
| 10/02/2011 | Ла-Сейба          | Гондурас                         | 1 – 1     | Еквадор                          | товариський матч                  | -    |          |
| 15/11/2011 | Сан-Педро-Сула    | Гондурас                         | 2 – 0     | Сербія                           | товариський матч                  | -    |          |
| Усього     |                   | Матчів                           | 52        |                                  | Голів                             | 3    |          |

## Досягнення
- Володар Суперкубка Італії:

«Рома»: 2007